# Catoptria languidellus
Catoptria languidellus là một loài bướm đêm trong họ Crambidae.